# 권순표
권순표(1967년 11월 22일~)는 대한민국 MBC의 선임기자이자 뉴스 앵커이다. 2024년 2월 13일부터 MBC 표준FM 《뉴스 하이킥》 진행자를 맡고 있다. 출생지는 서울특별시이다.

## 경력
- 1995년: MBC 보도본부 사회부 기자
- MBC 시사제작국 기자
- MBC 보도본부 통일외교부 기자
- MBC 보도제작국 보도제작2부 기자
- MBC 보도본부 정치부 기자
- MBC 보도제작국 제작2부 차장
- MBC 보도본부 편집1부 앵커
- MBC 보도본부 사회1부 부장
- MBC 보도본부 국제부 파리 특파원
- MBC 편집센터
- ~2020년 3월: MBC 논설위원
- 2020년 3월~ MBC 정치전문선임기자

## 방송 활동
- MBC 표준FM 《뉴스 하이킥》(2024년 2월 13일~)

### 과거
- 《2시 뉴스외전》(2020년 4월 13일~2023년 1월 27일)
- 《MBC 뉴스포커스》(2018년 11월 26일~2020년 3월 29일)
- 평일 《MBC 뉴스데스크》(2009년 4월 27일~2010년 4월 2일)
- 《시사매거진 2580》